# Salt (film)
Salt (v anglickém originále Salt) je americký akční film z roku 2010. Režisérem filmu je Phillip Noyce. Hlavní role ve filmu ztvárnili Angelina Jolie, Liev Schreiber, Chiwetel Ejiofor, Daniel Olbrychski a August Diehl.

## Ocenění
Film byl nominován na Oscara v kategorii nejlepší zvuk.

## Obsazení
| Angelina Jolie    | Evelyn Salt/Natasha Chenkova      |
| Liev Schreiber    | Theodore Winter/Nikolai Tarkovsky |
| Chiwetel Ejiofor  | Darryl Peabody                    |
| Daniel Olbrychski | Oleg Vasilyevich Orlov            |
| August Diehl      | Michael Krause                    |
| Daniel Pearce     | mladý Orlov                       |
| Hunt Block        | Howard Lewis                      |
| Andre Braugher    | ministr obrany                    |
| Oleg Krupa        | Boris Matveyev                    |